# СКАЙ
«СКАЙ» (англ. SKAI) — український рок-гурт, що виконує музику в стилі альтернативний рок, поп-рок та нової хвилі пост-панку. Заснований 2001 року в Тернополі.

## Історія
Гурт брав участь у проєкті «Свіжа кров», де на молодих музикантів звернув увагу Едуард Клім, директор компанії — власниці лейбла Lavina Music. Першою композицією, завдяки якій гурт набув популярності, стала пісня «Тебе це може вбити».

### Початок кар'єри (2001—2005)
Олег Собчук та Олександр Грищук разом навчались у Тернопільському галицькому коледжі і 2001 року заснували гурт. Навесні 2001-го гурт складався з чотирьох музикантів.
За короткий час гурт здобув популярність, в основному на заході України, та виступав на фестивалях «Червона рута», «Перлини сезону», «Таврійські ігри» та інших, менш значущих.

### Співпраця з Lavina Music (2005—2010)

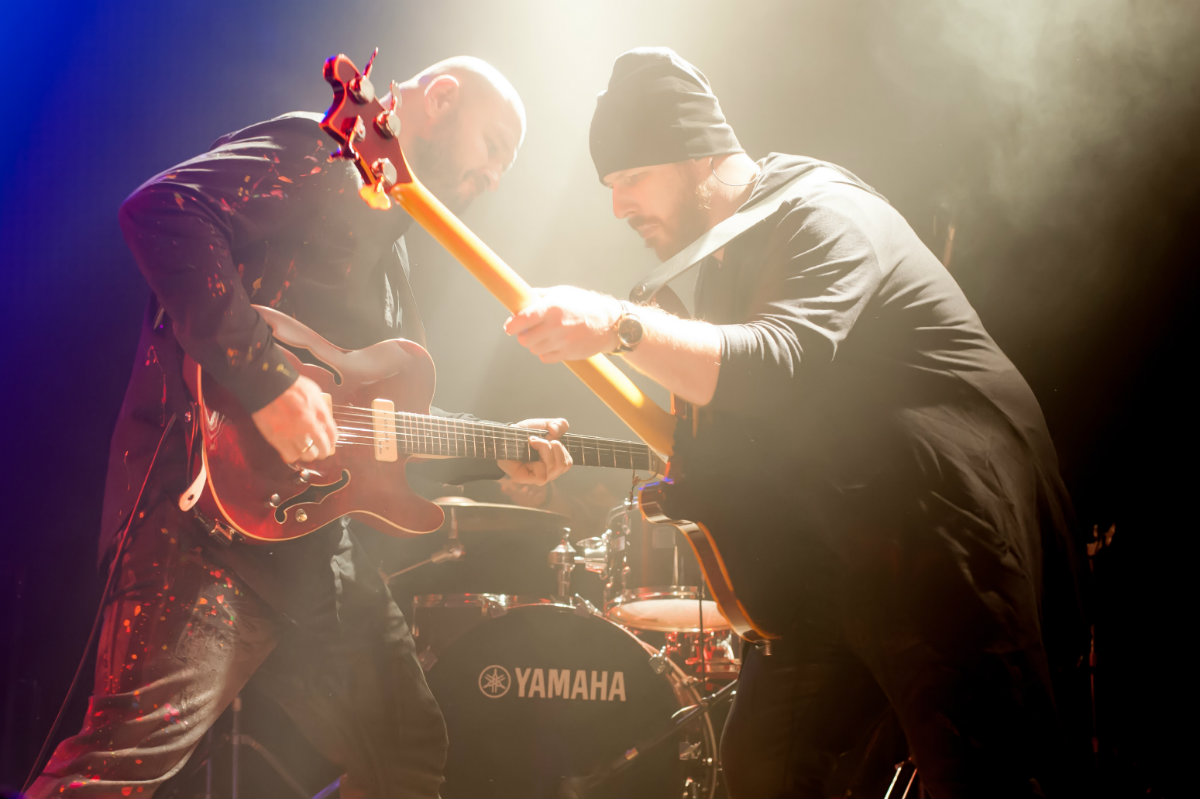
Музиканти гурту на виступі в Барселоні 21 січня 2017 року

Після початку роботи з Клімом назва гурту стала писатися з крапками («С. К. А. Й.»). Тоді ж треки, що пізніше увійшли в альбом «Тебе це може вбити», вийшли в ротацію на 25 українських радіостанціях. Одразу на однойменну пісню, а також пісні «Ремікс» і «Те, що треба» знято кліпи. Сам Собчук характеризував останній трек як «романтичну баладу».
2006 року на Lavina Music виходить дебютний альбом «Те, що треба» з однойменною піснею, яка також досить швидко здобуває популярність. Музиканти гурту експериментують із музикою: в першому альбомі є як динамічні бадьорі пісні, так і серйозні, ліричні треки. Саунд-продюсером альбому став Артур Данієлян.
2007 року виходять кліпи на треки «Як мене звати» та «Best друг». В останньому кліпі увага глядача привертається до проблем людей, що живуть із ВІЛ: у кліпі люди, що дізнаються про віл-позитивний результат одного з друзів, залишають його на самоті, лише один друг лишається з ним, це Олег Собчук. У словах пісні подібного посилу немає.
Жовтень 2007-го — вихід другого альбому «Планета СКАЙ» Олег Собчук так описав цей альбом: «Ми хотіли показати наше бачення справжньої музики. Музики про речі, які є справді цінними в житті. Це і є наша своєрідна планета — Планета СКАЙ». Саунд-продюсером цього альбому також став Артур Данієлян.
2008 рік — гурт отримує премію «НеПопса» від радіостанції «Джем ФМ», Собчук перемагає у номінації «Кращий вокаліст», а у номінації «Кращий альбом року» перемагає альбом «Планета СКАЙ»
У травні 2008-го презентує композицію «Подаруй світло».
Травень 2008 — вихід композиції «Подаруй світло», пісню записано у двох  варіантах: у ліричній та рок-версії. Також записано кліпи до обох аудіоверсій однієї і тієї пісні. Того ж року гурт виступав у концертному турі, присвяченому 1020-літтю хрещення Русі, а також як хедлайнери рекламного туру «Djuice Music Drive 2008», влаштованого українським віртуальним мобільним оператором Djuice. Влітку того ж року колектив був помічений у рекламному ролику акції «Djuice Portal» разом з колективами «Quest Pistols» та «Lama».
2009 — гурт отримує дві статуетки «НеПопса» від радіо «Джем ФМ»: кліп «Подаруй світло» переміг тоді у номінації «Найкращий кліп року»[джерело?]. Того ж року гурт провів сольний виступ у Любліні (Польща) на музичному фестивалі, присвяченому громадській акції «Бо я був чужинцем».
2010 року виходить третій альбом «!» («Знак оклику»), куди входять треки, записані дуетом з Піккардійською терцією та Дмитром Муравицьким (Мурік) з Green Grey. Музичний критик Володимир Малишенко так прокоментував цей альбом: «Один з колективів, який подавав неабиякі надії на прорив у вітчизняному шоубізі, але й донині лижі не їдуть. Втім, колектив не здається і ось уже видав третій альбом, який нічим кардинально не відрізняється від обох попередніх». У травні того ж року гурт стає лауреатом премії «Фаворити Успіху» у номінації «чоловічий гурт».
Вересень 2011 року — виступ на фестивалі АнтиMONEY у Кам'янці-Подільському. Вересень 2012 року — гурт виступає на благодійному концерті разом із іншими відомими українськими гуртами, мета концерту — збір коштів на закупівлю реактивів для діагностики і препаратів лікування людей з онкологічними захворюваннями для Національного інституту раку. Разом із гуртом у київській StereoPlaza виступили Друга Ріка, Бумбокс, Океан Ельзи, Крихітка, O.Torvald, Bahroma.

2013 — друга нагорода від проекту «НеПопса», номінація «Найкраща акустична програма».
2014 — вихід четвертого альбому «Край неба». Запис відбувався на кількох студіях, а в записі вокальної партії пісні «Поки жива любов» взяла участь дружина Олега Собчука Марія.
28 листопада того ж року в київському залі StereoPlaza гурт презентує концертне шоу «СКАЙ ALIVE» у супроводі камерного оркестру тривалістю 2,5 години. Окрім глядачів у залі, виступ можна було дивитись у онлайн-трансляції. Концерт було поділено на дві частини: ліричну та більш динамічну.
У лютому 2015 року гурт провів благодійний двотижневий тур великими містами Канади: Вінніпег, Ванкувер, Саскатун і Торонто. Музиканти виконали акустичні версії своїх пісень, а всі зібрані кошти направили до благодійного фонду для постраждалих у війні на сході України.
2016 рік — гурт святкував 15-річчя, провів ювілейний тур. Зокрема, у лютому відіграли концерти у Лондоні, Дубліні та Парижі. Гурт брав участь у національному відборі пісенного конкурсу Євробачення, що відбувався у травні 2017 року в Києві.

### Власний лейбл (з 2017)

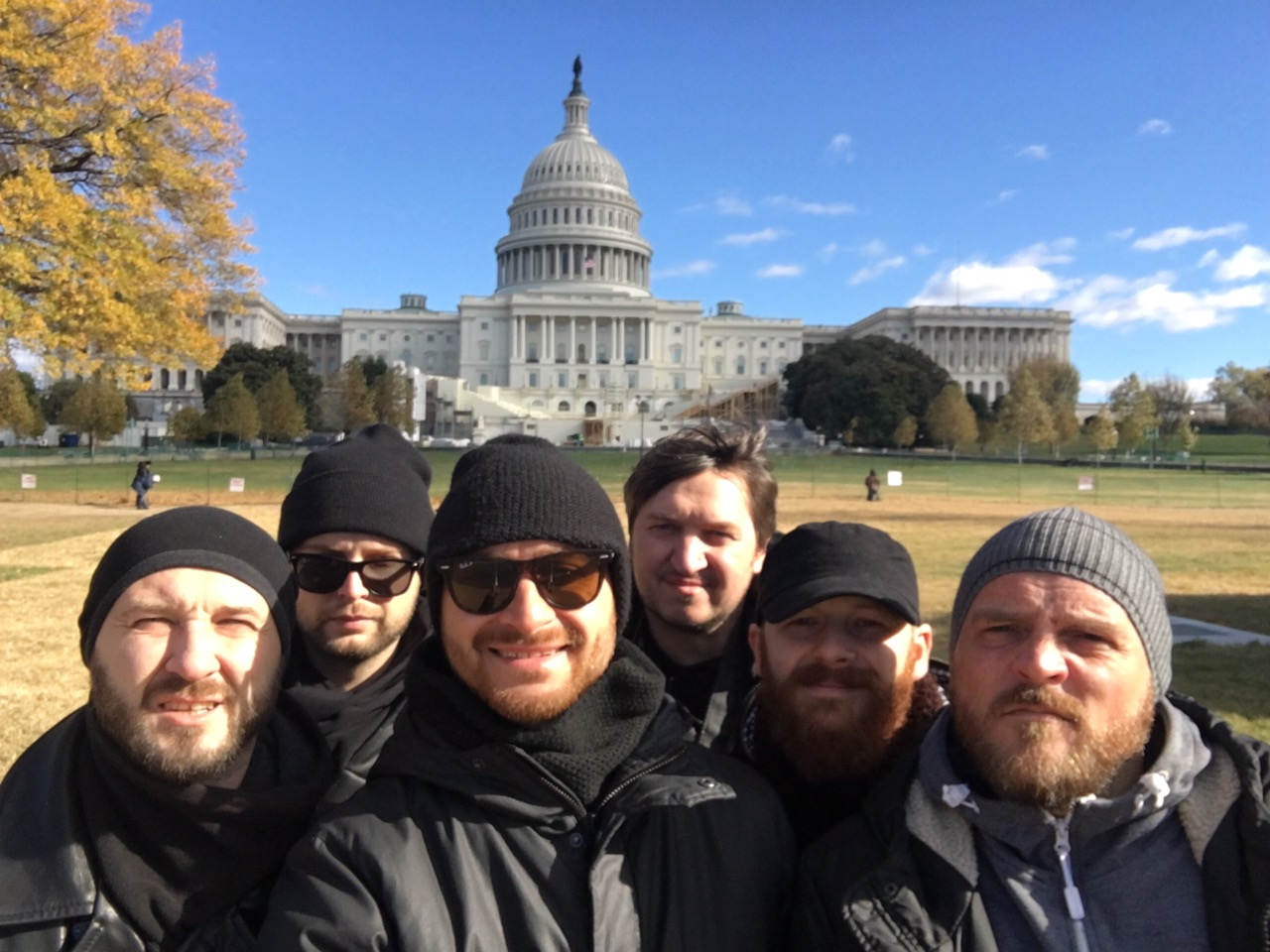
СКАЙ у Вашингтоні

1 вересня 2016 року гурт офіційно змінює назву зі «С. К. А. Й.» на «СКАЙ», видаливши зі старої назви крапки.
|               | Ми починаємо все з чистого листа в прямому і переносному значенні. По-перше, ми забрали з назви крапки, бо вони дуже ускладнюють пошук нашого контенту в інтернеті. Коли у 2001 році я придумав назву, я не думав, що крапки стануть на заваді і створять проблеми... |
| — Олег Собчук | |

26 вересня 2016 року — вихід п'ятого студійного альбому «Нове життя» (українська версія). Також був запланований вихід і англомовної версії альбому.

##### Американсько-канадський тур (2016):
В листопаді-грудні 2016 року гурт у рамках ювілейного туру відвідав 10 міст США та Канади з концертною програмою «СКАЙ — Нове життя 15» та альбомом «Нове життя», перший виступ пройшов у Торонто, далі пройшли благодійні концерти у США в Чикаго та Вашингтоні. Зароблені кошти було передано на допомогу бійцю АТО Анатолію Горбенку. Квитки на концерт у Нью-Йорку були повністю розкуплені.
Також було проведено благодійний концерт у Детройті, де гурт збирав кошти для допомоги Олександру Дарморосу, який втратив зір і ногу, захищаючи Україну. Було зібрано 2119 $ на проживання та лікування бійця.
Окрім основного концерту в Саскатуні 9 грудня, СКАЙ протягом трьох днів давав безкоштовні акустичні міні-виступи і доносив УКРАЇНСЬКУ пісню туди, де її давно не чули, або не чули взагалі. Учасники гурту зустрілися із старшокласниками місцевих українських шкіл. Зустрічі були організовані за сприяння Саскатунського відділу Конґресу Українців Канади.
Учні шкіл мали нагоду поспілкуватися з учасниками гурту і вперше почути пісню «Go Go» з нового альбому в акустичному виконанні.
Ввечері музикантів було запрошено на показ мод, організований місцевою благодійною організацією «Потічок надій», з метою збору коштів для хворих дітей в Україні. Показ складався з колекції вечірніх суконь, створених місцевою дизайнеркою Іриною Житарюк, яка влітку виборола титул Miss Ukrainian Canada 2016, та моделей сучасних українських дизайнерів, представлених компанією «Ukie Boutique».

#### Участь у Євробаченні-2017
Гурт був одним із претендентів на те, щоб представляти Україну на пісенному конкурсі Євробачення, який пройшов у Києві в травні 2017 року. 27 січня 2017 року музикантами було представлено англомовну пісню «All My Love For You», яка брала участь у голосуванні, проте, не пройшла до півфіналу. Це англомовна версія синглу «Я тебе люблю».

### З 2018
У квітні 2018 року було випущено сингл «Відчуваєш», який став частиною альбому «Рідкісні птахи». У квітні-травні 2018-го гурт провів другий великий тур містами США та Канади.
У квітні 2019 вийшов кліп до пісні «Я все б віддав» з альбому «Рідкісні птахи». У вересня 2019-го з гурту йде Євген Кібелєв, його місце зайняв Артем Таланов.
В лютому 2020 вийшов сингл «Забери».
27 квітня 2020-го гурт випустив пісню «Не відступати і не здаватись», присвячену патріоту України Данилові Дідику, громадському активісту, який у віці 15 років став жертвою теракту під час Маршу єдності в Харкові в лютому 2015 року. Пісню гурт записав в рамках проєкту Руслана Горового «Так працює пам'ять».
23 серпня 2021 гурт взяв участь у фестивалі «Ти у мене єдина» в Сєвєродонецьку, підтримавши своїм виступом встановлення рекорду з наймасовішого виконання пісні Володимира Івасюка «Червона рута», коли цю пісню на центральній площі міста одночасно заспівали понад 5200 виконавців.

### 2022
Після повномасштабного вторгнення РФ до України гурт продовжив проводити благодійні виступи для захисників Україні на фронті, та провів серію гуманітарних концертів в Україні та за кордоном (США, Норвегія, Чехія, Польща, Німеччина), збираючи гроші на гуманітарну допомогу. Наприкінці року було опубліковано пісню «Напролом», присвячену народу України та ЗСУ.
За півтора місяця наприкінці року гурт відвідав провівши 20 концертів у 19 містах. У Чернігові та Кременчуці гурт був першим, хто приїхав на виступи після 24 лютого 2022 року, також було проведено виступ у Чорнобаївці. На виступ у Херсоні гурт приїхав у потрібне місце на кілька годин пізніше запланованого, що врятувало життя його учасникам: місце проведення було атаковано ракетами зранку того ж дня.

## Дискографія

### Студійні альбоми
- 2006 — «Те, що треба»
- 2007 — «Планета С. К. А. Й.»
- 2010 — «!» (Знак оклику)
- 2014 — «Край Неба»
- 2016 — «Нове життя»
- 2018 — «Рідкісні птахи»
- 2023 — «Напролом»
- 2025 — «Час»

### Компіляції
- 2011 — «10» (ювілейний альбом)

### Сингли
- 2020 — Забери
- 2020 — Не відступати і не здаватись
- 2022 — Напролом

### Кліпи
| Рік  | Пісня                                                                               |
| ---- | ----------------------------------------------------------------------------------- |
| 2005 | «Тебе це може вбити»                                                                |
| 2006 | «Ремікс»                                                                            |
| 2006 | «Те, що треба»                                                                      |
| 2007 | «Не йди»                                                                            |
| 2007 | «Best друг»                                                                         |
| 2007 | «Як мене звати»                                                                     |
| 2008 | «Подаруй світло»                                                                    |
| 2010 | «Знак оклику»"Ну а я"                                                               |
| 2010 | «Ну а я»                                                                            |
| 2011 | «Зникаю»                                                                            |
| 2011 | «Струна»                                                                            |
| 2011 | «High time to see Ukraine» (Час побачити Україну)                                   |
| 2011 | «Історія»                                                                           |
| 2012 | «Любов»                                                                             |
| 2012 | «The String»                                                                        |
| 2012 | «Небезпечна»                                                                        |
| 2013 | «Ти сподобалась мені»                                                               |
| 2013 | «Поки жива любов»                                                                   |
| 2013 | «Край неба»                                                                         |
| 2013 | «Ми прагнемо змін» (неофіційне відео)                                               |
| 2014 | «Ми разом! — Мы вместе!»                                                            |
| 2015 | «Дай мені любов»                                                                    |
| 2015 | «Україно (Rock Version)»                                                            |
| 2015 | «Ідеальна»                                                                          |
| 2016 | «Не забувай»                                                                        |
| 2016 | «Мелодія серця»                                                                     |
| 2016 | «Go Go»                                                                             |
| 2017 | «Я буду йти»                                                                        |
| 2017 | «Я тебе люблю»                                                                      |
| 2019 | Відчуваєш                                                                           |
| 2019 | Давай втечемо                                                                       |
| 2019 | Кожного дня                                                                         |
| 2019 | Я все б віддав                                                                      |
| 2019 | Не війни, а миру                                                                    |
| 2020 | Wonderwall                                                                          |
| 2020 | Одне ціле                                                                           |
| 2020 | Переживемо                                                                          |
| 2020 | «Героям» feat. Без Обмежень & Kozak System & Артур Данієлян                         |
| 2022 | Не Відступати і Не Здаватись (офіційний саундтрек до фільму «Снайпер. Білий Ворон») |

## Склад
- Собчук Олег — вокал, гітара;
- Грищук Олександр — гітара, бек-вокал;
- Друкер Олександр — бас;
- Мозіль Юрій — клавішні;
- Артем Таланов — ударник.

### Колишні учасники
- Кібелєв Євген — ударні (до вересня 2019)

## Громадянська позиція та благодійність
2007 — було випущено відеокліпи на композиції «Як мене звати» та «Best друг», де гурт звертає увагу на поширення СНІДу в Україні, а також відображає проблему ставлення до ВІЛ-позитивних людей.
10 січня 2010 — гурт разом із Великим оркестром святкової допомоги брав участь у благодійному концерті в Ряшеві. Організатори акції збирали кошти на медичне обладнання для дитячих лікарень.
У квітні 2010 року гурт взяв участь у благодійному концерті «Подаруй дитині щастя» у Коломиї. Гурт вирішив зробити подарунок дітям-сиротам: кошти від продажу квитків було передано для спорудження поруч з Коломийським будинком-інтернатом дитячого майданчика.
2 грудня 2012 року гурт взяв участь у благодійному концерті «Час для добра» в Українці, де було зібрано кошти на медичне обладнання Української районної лікарні.
20 лютого 2012 року в Житомирі гурт взяв участь у благодійному концерті, який був проведений у рамках марафону «Разом до життя». Усього під час благодійного марафону було зібрано 242 тис. грн, які надано на лікування онкохворих дітей, які перебувають на обліку в онкогематологічному відділенні.
2013 — гурт підтримує активістів Євромайдану. В ніч розгону мітингувальників беркутівцями гурт виступав на головній сцені Майдану.
Олег Собчук згадував про цей день:
|  | Після того, як я на свої очі побачив, як били студентів, я саме перед тим грав на гітарі, в ту саму ніч, щоб підтримати їх, це повністю перевернуло мою свідомість, і я вже не зміг відноситися до цього нейтрально. Я зрозумів, що це вже не політика. Все. Там політика вже закінчилася. Це вже просто громадська позиція, і стояти осторонь я не міг і не хотів. |

У жовтні 2013 року Олег Собчук та інші учасники гурту припинили будь-яку співпрацю з усіма проросійськими колективами та повністю виключили можливість виступів на заходах, які могли би бути пов'язаними з політикою.
2013 року після туру «Ми єдині» вокаліст гурту Олег Собчук разом із іншими виконавцями, митцями та громадськими діячами взяв участь у записі пісні «Брат за брата» гурту «Kozak System», яка вважається неофіційним гімном Євромайдану.
Після початку російсько-української війни гурт неодноразово виступав в зоні АТО (ООС), включно з виступами на передових смугах. Зокрема, концерти проходили в Миронівському, Попасній. За словами Олега Собчука, на виступі в Попасній, директор зали сказав, що на концерті гурту вперше в цій залі звучала українська мова. Окрім цього, гурт відмовився від виступів як у РФ, так і в тимчасово окупованому РФ Криму.
1 червня 2014 року гурт брав участь у благодійному концерті «Єдина країна», головною метою якого було в міжнародний день захисту дітей зібрати кошти для дітей, що втратили рідних під час трагічних подій в Україні.
25 вересня 2014 року у Житомирі в приміщенні облмуздрамтеатру за участі гурту відбувся благодійний марафон «Допоможемо героям», організаторами якого стали благодійна організація «Разом за справу» та громадське об'єднання «Разом». Метою акції став збір коштів на лікування та реабілітацію поранених військовослужбовців Житомирської області, а саме поранених воїнів з 95 Аеромобільної Бригади (Житомир), 30 Механізованої Бригади (Новоград-Волинський) та 26 Артилерійської Бригади (Бердичів).
18 липня 2015 року гурт взяв участь у благодійному рок-фестивалі «БРАМА» на Співочому полі у Києві. Метою фестивалю став збір коштів для підрозділів сил ЗСУ, ССО (Сили спеціальних операцій) та за підтримки УССО (Управління сил спеціальних операцій), а також пораненим бійцям та тим, що проходили реабілітацію у військових госпіталях України (Вінниця, Дніпро, Київ, Ірпінь).

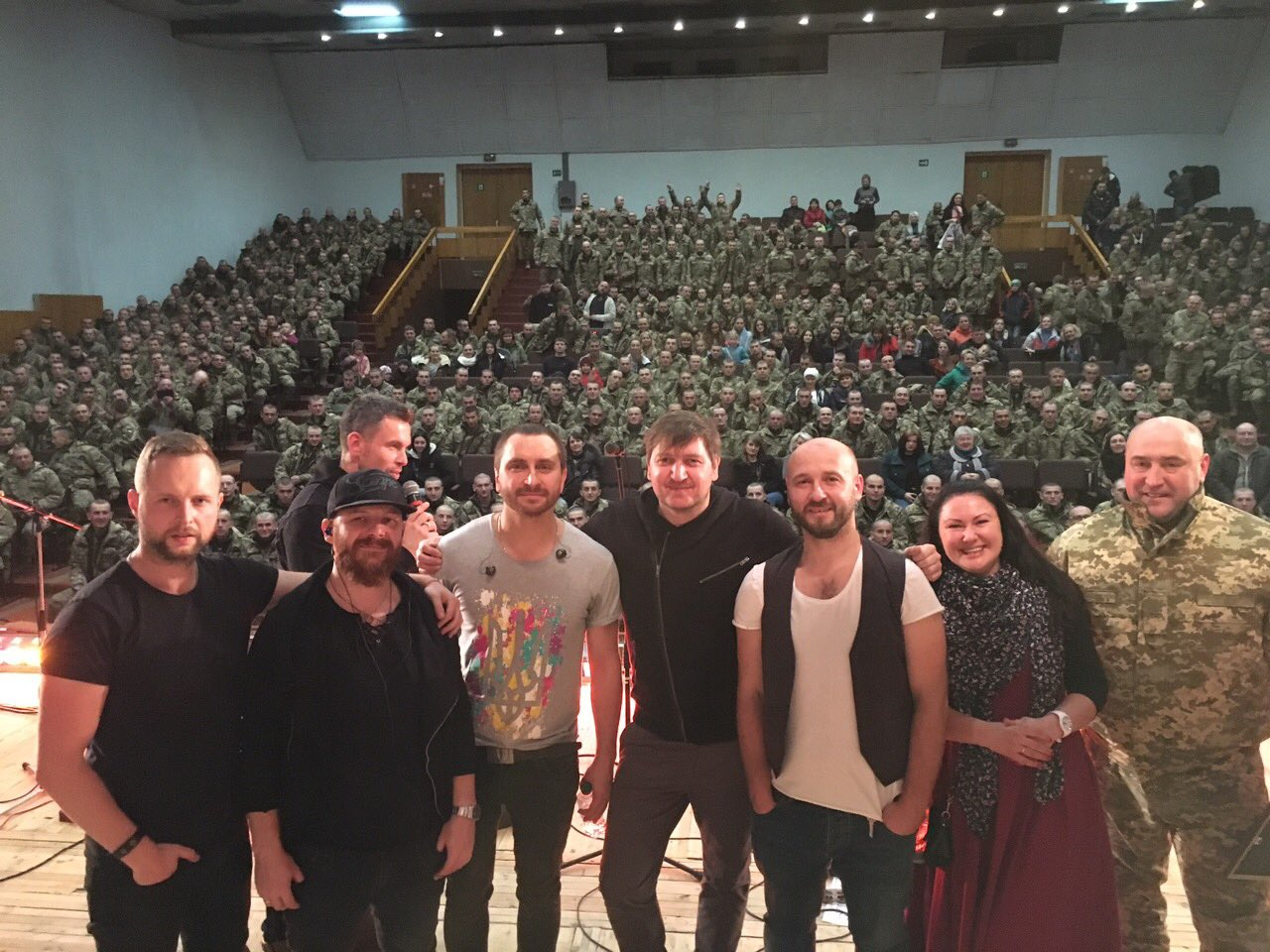
СКАЙ на військовій базі «Десна»

2015 року гурт провів двотижневий благодійний тур містами Канади, у якому зібрав близько 20 тис. $ для жертв війни. За словами благодійної організації OWL Ukrainian Canadian Education Charity, що організувала тур, всі кошти було направлено на благодійні програми: «Кленова Надія для України» (фінансова та психологічна підтримка пораненим бійцям АТО та їхнім родинам) і «Захист Патріотів» (Міжнародний гуманітарний медичний проект, який поставляє українським солдатам аптечки першої допомоги та адаптовані бойові рятувальники).
|                                                                    | Завдяки вашій великодушній щедрості, нам вдалося зібрати в цілому $19,710 ($1,210 у Вінніпезі, $4,200 у Ванкувері, $11,300 в Саскатуні й $3,000 в Торонто) |
| — заявила Рада директорів OWL Ukrainian Canadian Education Charity | |

29 жовтня 2016 року гурт відвідав з концертом військову базу «Десна», що під Києвом, задля підтримки новобранців, мобілізованих, демобілізованих, кадрових, а також тимчасово приїжджих з гарячих точок для додаткових навчань військових.
19 листопада 2016 року під час американсько-канадського туру гурт відвідав Вашингтон з благодійним концертом, де були зібрані кошти на допомогу бійцю АТО — Анатолію Горбенку. А вже 25 листопада в місті Детройт СКАЙ допомагав Олександру Дарморосу, який втратив зір і ногу, захищаючи Україну. Завдяки небайдужим було зібрано 2,119 $ на проживання та лікування бійця. Для підтримки військових (зокрема, через групу «Армія SOS») було призначено й частину виручки від концертів у Європі в лютому 2016. Зокрема, гурт перераховував кошти за виступи фонду Таблеточки, збираючи кошти на лікування дітей.
В листопаді 2017 року на виступі у Луцьку гурт виконав частину пісень разом з ветеранами АТО, ветеранів запрошували на концерт безкоштовно.
17 вересня 2019 року Собчук створив благодійний фонд «Подаруй світло». 2020 року, до 20-річчя гурту, відбувся ювілейний тур Україною та за кордоном, де 10 % з кожного квитка було перераховано до фонду. Фонд має на меті допомагати дітям-сиротам, та також дітям з обмеженими можливостями.